# Hogna flava
Hogna flava Roewer, 1959 è un ragno appartenente alla famiglia Lycosidae.

## Caratteristiche
Lo sterno e le coxae sono di colore giallo ruggine; gli altri segmenti delle zampe sono ricoperti da una fine peluria bianco grigiastra.
L'olotipo femminile rinvenuto ha lunghezza totale è di 12 mm; la lunghezza del cefalotorace è di 5,0 mm e quella dell'opistosoma è di 7,0 mm.

## Distribuzione
La specie è stata reperita nella Namibia centrale: nei pressi della capitale Windhoek.

## Tassonomia
Al 2017 non sono note sottospecie e dal 1959 non sono stati esaminati nuovi esemplari.